# 청도 도주줄당기기
청도 도주줄당기기는 대한민국 경상북도 청도군 화양읍 서상리, 동상리 일원에서 시작된 줄다리기로 청도 군민이 양편으로 나뉘어 줄을 잡아당기며 승부를 겨루는 놀이이다. 2016년 3월 7일 경상북도의 무형문화재 제38호로 지정되었다.

## 개요
청도 도주줄당기기는 지세를 누르고자 1779년에 시작했다는 기록 등으로 보아 역사성과 전통성을 가진 민속놀이이다. 줄당기기의 장소나 줄을 운반하는 방법이 변화했지만, 다수의 청도 군민들이 합심하여 큰 줄을 만들고, 동서군으로 나뉘어 고사를 지내는 점, 줄당기기 후 진편의 줄을 잘라 상여놀이를 하는 구성은 전승이 잘 이루어지고 있다.
특히 청도 도주줄당기기는 풍년기원, 줄을 만들고 당기는 과정에 보이는 공동체성은 신과 인간, 민과 관, 지역민과 타지역민 간의 화합정신이 잘 나타나 문화적 상호소통의 장이 되고 있다. 이에 청도 도주줄당기기를 도무형문화재로 지정하고, 종목의 특성상 개인 보유자를 인정하지 않고, 전승보존회를 도무형문화재 보유단체로 인정한다.

## 참고 자료
- 청도 도주줄당기기 - 국가유산청 국가유산포털